# マット・スケルトン
マット・スケルトン（Matt Skelton、1967年1月27日 - ）は、イギリスの元男性キックボクサー、総合格闘家、プロボクサー。イングランド・ベッドフォードシャー、ベッドフォード出身。

## 人物
英国のアマチュアキックボクシングで活動後、K-1でタフネスが持ち味の中堅選手として活躍。その後、35歳で遅咲きのボクシング転向を果たすと、2008年1月19日にWBA世界ヘビー級王者ルスラン・チャガエフに挑戦したが、判定で敗れた。ボクシングでは元世界ランカーで、最高位はWBO世界ヘビー級5位、WBA同級15位、WBC同級16位であった。

## 来歴

### キックボクシング時代
1998年4月9日、K-1 KINGS '98でK-1初出場。ヤン・"ザ・ジャイアント"・ノルキヤと対戦し、3ラウンドTKO勝ち。この試合以前は英国のアマチュアキックボクシング中心で活動し、20戦20勝無敗のレコードだった。
1998年5月24日、K-1 BRAVES '98でレイ・セフォーと対戦。セフォーの右脛の負傷により2ラウンド終了時にTKO勝ち。蹴り足を掴んで殴りかかる、軸足を刈り払うといったムエタイ戦法でセフォーを消耗させ、2ラウンドに1度ダウンを奪った。
1998年7月18日、K-1 DREAM '98で佐竹雅昭と対戦。首相撲からの膝とパンチのラッシュで、1ラウンドに3度のダウンを奪ってKO勝ち。
1998年9月27日、K-1 GRAND PRIX 開幕戦に出場し、GP1回戦でサム・グレコと対戦。中盤以降コンビネーションを中心とした攻めで徐々にペースを握られ、5ラウンドにはローキックでダウンを奪われ判定負け。
1999年4月25日、K-1 REVENGE '99で前年GP王者のピーター・アーツと対戦。中盤以降スタミナ切れし失速。4ラウンドには防戦一方となり、ラウンド終了後にタオル投入によるTKO負け。
1999年6月20日、K-1 BRAVES '99で行われたGP予選トーナメントに出場。1回戦でヤン・"ザ・ジャイアント"・ノルキヤに判定勝ちするも、準決勝でロイド・ヴァン・ダムに延長戦の末判定で敗れ、GP出場を逃した。
1999年10月3日、出場予定選手に欠場者が出たため、急遽代役としてK-1 GRAND PRIX '99 開幕戦に出場。GP1回戦で、ジェロム・レ・バンナと対戦し、パンチで1ラウンドKO負け。
2000年4月16日、K-1イギリス地区予選に出場し、トーナメント優勝。横浜予選トーナメントへの出場権を獲得した。
2000年8月20日、K-1 WORLD GP 2000 in YOKOHAMAに出場。GP予選トーナメントの1回戦でアレクセイ・イグナショフに判定勝ちするが、準決勝でフランシスコ・フィリォに右アッパーで右目眼窩を負傷。その後連打を受けてKO負け。
2001年6月16日、K-1 WORLD GP 2001 in MELBOURNEで行われたGP予選トーナメントに出場。決勝で前年GP王者のアーネスト・ホーストと対戦し、判定負け。しかし敗者復活トーナメントの出場権を得る。
2001年10月8日、K-1 WORLD GP 2001 in FUKUOKAの敗者復活トーナメント1回戦でロイド・ヴァン・ダムと再戦。再び延長戦の末判定負け。GP決勝トーナメントの出場権を逃す。
2002年8月10日、極真会館（松井派）主催の『一撃』に出場し、ボクシング世界挑戦経験のあるジョージ・アリアスとK-1ルールで対戦。3-0の判定勝ち。この試合を最後にキックボクシングを引退した。

### 総合格闘技時代
2001年11月3日、PRIDE.17でトム・エリクソンと対戦。1ラウンド、裏投げからの手掴みでの喉締めによりギブアップ負け。この試合以降から喉締めがPRIDEでは禁止技となる。総合格闘技で試合をしたのはこの1戦だけである。

### ボクシング時代
K-1引退後、35歳にして国際式ボクシングに転向。
2002年9月22日、ボクシングデビュー戦を行い、ギフォード・シリングフォードに2回KO勝ち。
2003年9月18日、マイケル・ホールデンに6回0分32秒TKO勝ちで英国ボクシング管理委員会(BBBofC)イングランドヘビー級王座を獲得した。
2004年2月7日、ジュリアン・フランシスを10回判定（98-92）で下し英国ボクシング管理委員会(BBBofC)イングランドヘビー級王座の初防衛に成功した。このタイトルは後に返上している。
2004年4月24日、マイケル・スプロットを12回KOで下しBBBofC英国ヘビー級王座（防衛3回）、英連邦ヘビー級王座（防衛2回）を獲得。
2005年2月25日、ファビオ・エドゥアルド・モリに6回2分14秒TKO勝ちで世界ボクシング連合(WBU)ヘビー級王座獲得。直後に英連邦王座を返上。
この頃からプロモーターのフランク・ウォーレンの手配でイギリスの地上波テレビ局ITVでスケルトンの試合が放送されるようになり人気者となる。
2006年2月25日、ダニー・ウィリアムズの持つ英連邦王座に挑戦、12回判定1-2（114-115、115-114、113-116）の僅差で敗れ、獲得に失敗。国際式で初の敗北。英国王座を剥奪された。
2006年7月28日、ダニー・ウィリアムズと再戦し12回判定3-0（117-112、117-112、115-114）で英連邦王座を奪還した。
2007年7月14日、マイケル・スプロットと再戦。12回判定2-0（114-114、115-114、117-113）で勝利し、1度目の英連邦王座防衛。
2008年1月19日、ドイツのデュッセルドルフにてルスラン・チャガエフの持つWBA世界ヘビー級王座へ挑戦したが0-3 (111-117、111-117、110-117) の判定で敗れた（挑戦時のスケルトンのWBA世界ランキングは15位）。
2008年12月19日、復帰戦を敵地イタリアで行いパオロ・ヴィドスに勝利し、EBU欧州ヘビー級王座を獲得。
2009年2月28日、マーティン・ローガンに11RTKO負けで、英連邦王座陥落。欧州王座も剥奪。
2009年9月19日、フランチェスコ・ピアネタの持つEBU欧州連合ヘビー級王座に挑戦するも試合中に拳を負傷し、8R終了時に棄権した。
2010年1月30日、北京オリンピックブルガリア代表クブラト・プレフと8回戦を行い、4回KO負け。
2010年10月9日、プライズファイター 14: ヘビー級4に出場。3分×3ラウンド方式で1日に3試合戦うトーナメントの決勝戦まで進んだが、3度目の対戦となるマイケル・スプロットに1-2の判定負けで準優勝に終わる。
2012年11月30日、北京オリンピックスーパーヘビー級銅メダリストのデビッド・プライスの持つ英国王座、英連邦王座に挑戦。2回KO負けで敗れ、王座返り咲きはならなかった。
2014年7月12日、後のWBA・IBF・WBO世界ヘビー級統一王者アンソニー・ジョシュアと対戦し、2回TKO負けで敗れ、この試合をもってボクシングを引退した。

## 戦績

### プロボクシング
| プロボクシング 戦績 | プロボクシング 戦績 | プロボクシング 戦績 | プロボクシング 戦績 | プロボクシング 戦績 | プロボクシング 戦績 | プロボクシング 戦績 |
| ------------------- | ------------------- | ------------------- | ------------------- | ------------------- | ------------------- | ------------------- |
| 37 試合             | (T)KO               | 判定                | その他              | 引き分け            | 無効試合            |                     |
| 28 勝               | 23                  | 5                   | 0                   | 0                   | 0                   |                     |
| 9 敗                | 5                   | 4                   | 0                   | 0                   | 0                   |                     |

| 戦           | 日付           | 勝敗 | 時間     | 内容    | 対戦相手                     | 国籍           | 備考                                            |
| ------------ | -------------- | ---- | -------- | ------- | ---------------------------- | -------------- | ----------------------------------------------- |
| 1            | 2002年9月22日  | 勝利 | 2R       | KO      | ギフォード・シリングフォード | イギリス       | プロデビュー戦                                  |
| 2            | 2002年10月27日 | 勝利 | 1R       | KO      | アルヴィン・ミラー           | イギリス       |                                                 |
| 3            | 2002年12月8日  | 勝利 | 1R       | TKO     | ニール・カークウッド         | イギリス       |                                                 |
| 4            | 2003年2月18日  | 勝利 | 4R       | TKO     | ジャックロード・ジェーコブス | ナイジェリア   |                                                 |
| 5            | 2003年4月8日   | 勝利 | 4R       | TKO     | アレクセイ・バラキン         | ロシア         |                                                 |
| 6            | 2003年5月15日  | 勝利 | 1R       | TKO     | デーブ・クラーク             | イギリス       |                                                 |
| 7            | 2003年7月17日  | 勝利 | 4R       | TKO     | アントワン・プラティス       | フランス       |                                                 |
| 8            | 2003年9月18日  | 勝利 | 6R 0:32  | TKO     | マイケル・ホールデン         | イギリス       | BBBofCイングランドヘビー級王座決定戦            |
| 9            | 2003年10月11日 | 勝利 | 1R       | TKO     | コスティ・マリン             | ルーマニア     |                                                 |
| 10           | 2003年10月25日 | 勝利 | 3R       | TKO     | ラトコ・ドラシュコビッチ     | モンテネグロ   |                                                 |
| 11           | 2003年11月15日 | 勝利 | 1R       | KO      | パットリチー・コステル       | ロシア         |                                                 |
| 12           | 2004年2月7日   | 勝利 | 10R      | 判定    | ジュリアス・フランシス       | イギリス       | イングランド防衛1                               |
| 13           | 2004年4月24日  | 勝利 | 12R      | KO      | マイケル・スプロット         | イギリス       | BBBofC英国・英連邦ヘビー級タイトルマッチ        |
| 14           | 2004年6月5日   | 勝利 | 4R       | TKO     | ボブ・ミロビッチ             | オーストラリア | 英連邦防衛1                                     |
| 15           | 2004年11月19日 | 勝利 | 11R 2:45 | TKO     | キース・ロング               | イギリス       | 英国防衛1・英連邦防衛2                          |
| 16           | 2005年2月25日  | 勝利 | 6R 2:14  | TKO     | ファビオ・エドゥアルド・モリ | アルジェリア   | WBU世界ヘビー級王座決定戦                       |
| 17           | 2005年7月16日  | 勝利 | 7R 3:00  | TKO     | マーク・クリンス             | イギリス       | 英国防衛2                                       |
| 18           | 2005年12月10日 | 勝利 | 1R 1:19  | TKO     | ジョン・マクダーモット       | イギリス       | 英国防衛3                                       |
| 19           | 2006年2月25日  | 敗北 | 12R      | 判定1-2 | ダニー・ウィリアムズ         | イギリス       | 英連邦王座陥落                                  |
| 20           | 2006年4月1日   | 勝利 | 4R 0:38  | KO      | スレン・カラチヤン           | アルメニア     |                                                 |
| 21           | 2006年7月8日   | 勝利 | 12R      | 判定3-0 | ダニー・ウィリアムズ         | イギリス       | 英連邦ヘビー級タイトルマッチ                    |
| 22           | 2007年7月14日  | 勝利 | 12R      | 判定2-0 | マイケル・スプロット         | イギリス       | 英連邦防衛1                                     |
| 23           | 2008年1月19日  | 敗北 | 12R      | 判定0-3 | ルスラン・チャガエフ         | ウズベキスタン | WBA世界ヘビー級タイトルマッチ                   |
| 24           | 2008年12月19日 | 勝利 | 9R 3:00  | TKO     | パオロ・ヴィドス             | イタリア       | EBU欧州ヘビー級王座決定戦                       |
| 25           | 2009年2月28日  | 敗北 | 11R 1:21 | TKO     | マーティン・ローガン         | イギリス       | 英連邦王座陥落・欧州王座剥奪                    |
| 26           | 2009年9月19日  | 敗北 | 8R 3:00  | TKO     | フランチェスコ・ピアネタ     | イタリア       | EBU-EUヘビー級タイトルマッチ                    |
| 27           | 2010年1月30日  | 敗北 | 4R 2:14  | KO      | クブラト・プレフ             | ブルガリア     |                                                 |
| 28           | 2010年7月9日   | 勝利 | 5R 1:00  | TKO     | リー・スワビィ               | イギリス       |                                                 |
| 29           | 2010年10月9日  | 勝利 | 3R       | 判定3-0 | アリ・アダムス               | イギリス       | プライズファイター・ヘビー級トーナメント 1回戦  |
| 30           | 2010年10月9日  | 勝利 | 3R       | 判定3-0 | ケビン・マクブライド         | アイルランド   | プライズファイター・ヘビー級トーナメント 準決勝 |
| 31           | 2010年10月9日  | 敗北 | 3R       | 判定1-2 | マイケル・スプロット         | イギリス       | プライズファイター・ヘビー級トーナメント 決勝戦 |
| 32           | 2012年3月3日   | 勝利 | 5R 1:00  | TKO     | トム・ダラス                 | イギリス       |                                                 |
| 33           | 2012年5月18日  | 勝利 | 3R 0:48  | TKO     | ラディスラフ・コヴァジーク   | チェコ         |                                                 |
| 34           | 2012年10月13日 | 勝利 | 2R 2:41  | TKO     | ヤコヴ・ゴスピッチ           | クロアチア     |                                                 |
| 35           | 2012年11月30日 | 敗北 | 2R 2:56  | KO      | デビッド・プライス           | イギリス       | BBBofC英国・英連邦ヘビー級タイトルマッチ        |
| 36           | 2013年3月15日  | 敗北 | 10R      | 判定3-0 | ジョン・マクダーモット       | イギリス       | BBBofCイングランドヘビー級王座決定戦            |
| 37           | 2014年7月12日  | 敗北 | 2R 2:33  | KO      | アンソニー・ジョシュア       | イギリス       |                                                 |
| テンプレート |                |      |          |         |                              |                |                                                 |

### プロキックボクシング
| キックボクシング 戦績 | キックボクシング 戦績 | キックボクシング 戦績 | キックボクシング 戦績 | キックボクシング 戦績 | キックボクシング 戦績 | キックボクシング 戦績 |
| --------------------- | --------------------- | --------------------- | --------------------- | --------------------- | --------------------- | --------------------- |
| 71 試合               | (T)KO                 | 判定                  | その他                | 引き分け              | 無効試合              |                       |
| 63 勝                 | 57                    |                       |                       |                       |                       |                       |
| 8 敗                  | 3                     |                       |                       |                       |                       |                       |

| 勝敗 | 対戦相手                           | 試合結果                                    | 大会名                                                       | 開催年月日     |
| ○    | ジョージ・アリアス                 | 3R終了 判定3-0                              | 一撃 8.10 ICHIGEKI【K-1ルール】                              | 2002年8月10日  |
| ○    | ピーター・ヴァルガ                 | 3R 0:53 TKO                                 | IKFプロムエタイスーパーヘビー級タイトルマッチ                | 2001年11月18日 |
| ×    | ロイド・ヴァン・ダム               | 延長R終了 判定0-3                           | K-1 WORLD GP 2001 in FUKUOKA 【敗者復活トーナメント 1回戦】  | 2001年10月8日  |
| ×    | アーネスト・ホースト               | 3R終了 判定0-2                              | K-1 WORLD GP 2001 in MELBOURNE 【GP予選トーナメント 決勝】   | 2001年6月16日  |
| ○    | マイケル・マクドナルド             | 3R終了 判定3-0                              | K-1 WORLD GP 2001 in MELBOURNE 【GP予選トーナメント 準決勝】 | 2001年6月16日  |
| ○    | パリス・バシリコス                 | 2R 2:05 KO                                  | K-1 WORLD GP 2001 in MELBOURNE 【GP予選トーナメント 1回戦】  | 2001年6月16日  |
| ×    | フランシスコ・フィリォ             | 2R 2:36 KO（右アッパー、眼窩負傷）          | K-1 WORLD GP 2000 in YOKOHAMA 【GP予選トーナメント 準決勝】  | 2000年8月20日  |
| ○    | アレクセイ・イグナショフ           | 3分3R終了 判定3-0                           | K-1 WORLD GP 2000 in YOKOHAMA 【GP予選トーナメント 1回戦】   | 2000年8月20日  |
| ○    | リッキー・ニッケルソン             | 3R 1:10 KO（パンチ連打）                    | K-1 イギリス地区予選 【地区予選 決勝】                       | 2000年4月16日  |
| ○    | マーク・ラッセル                   | 判定3-0                                     | K-1 イギリス地区予選 【地区予選 準決勝】                     | 2000年4月16日  |
| ○    | ゲーリー・ターナー                 | 判定3-0                                     | K-1 イギリス地区予選 【地区予選 1回戦】                      | 2000年4月16日  |
| ×    | ジェロム・レ・バンナ               | 1R 1:59 KO（右フック）                      | K-1 GRAND PRIX '99 開幕戦 【GRAND PRIX 1回戦】               | 1999年10月3日  |
| ×    | ロイド・ヴァン・ダム               | 再延長R終了 判定0-3                         | K-1 BRAVES '99 【GP予選トーナメント 準決勝】                 | 1999年6月20日  |
| ○    | ヤン・"ザ・ジャイアント"・ノルキヤ | 3分3R終了 判定3-0                           | K-1 BRAVES '99 【GP予選トーナメント 1回戦】                  | 1999年6月20日  |
| ×    | ピーター・アーツ                   | 4R終了時 TKO（タオル投入）                  | K-1 REVENGE '99                                              | 1999年4月25日  |
| ×    | サム・グレコ                       | 3分5R終了 判定0-3                           | K-1 GRAND PRIX '98 開幕戦 【GRAND PRIX 1回戦】               | 1998年9月27日  |
| ○    | 佐竹雅昭                           | 1R 2:06 TKO （3ノックダウン：左ストレート） | K-1 DREAM '98 【空手vsキック 7対7全面対抗戦 中堅戦】         | 1998年7月18日  |
| ○    | レイ・セフォー                     | 2R終了時 TKO（右脛負傷）                    | K-1 BRAVES '98                                               | 1998年5月24日  |
| ○    | ヤン・"ザ・ジャイアント"・ノルキヤ | 3R 0:47 TKO（パンチ連打）                   | K-1 KINGS '98                                                | 1998年4月9日   |

### 総合格闘技
| 総合格闘技 戦績 | 総合格闘技 戦績 | 総合格闘技 戦績 | 総合格闘技 戦績 | 総合格闘技 戦績 | 総合格闘技 戦績 | 総合格闘技 戦績 |
| --------------- | --------------- | --------------- | --------------- | --------------- | --------------- | --------------- |
| 1 試合          | (T)KO           | 一本            | 判定            | その他          | 引き分け        | 無効試合        |
| 0 勝            | 0               | 0               | 0               | 0               | 0               | 0               |
| 1 敗            | 0               | 1               | 0               | 0               | 0               | 0               |

| 勝敗 | 対戦相手         | 試合結果             | 大会名   | 開催年月日    |
| ×    | トム・エリクソン | 1R 1:11 前腕チョーク | PRIDE.17 | 2001年11月3日 |

## 獲得タイトル
- プロキックボクシング
  - K-1 WORLD GP BATTLE OF BRITAIN 優勝（2000年4月16日）
  - K-1 WORLD GP 2001 in MELBOURNE 準優勝
  - IAMTF世界スーパーヘビー級王座
  - WKO世界ムエタイスーパーヘビー級王座
  - 第2代IKFムエタイ世界スーパーヘビー級王座（1度防衛）
  - IKO世界キックボクシングヘビー級王座
- プロボクシング
  - 初代BBBofCイングランドヘビー級王座
  - 第48代BBBofC英国ヘビー級王座
  - 第40代英連邦ヘビー級王座
  - 第42代英連邦ヘビー級王座
  - 第6代WBU世界ヘビー級王座
  - 第74代EBU欧州ヘビー級王座

## エピソード

### キックボクシング時代
- ホテルのワインバーでバーテンダーをしていた。K-1登場後もしばらくの間はこの仕事を続けていた。
- 初来日ではトレーナーもセコンドもつけず一人きりの来日だった。マイケル・マクドナルドに練習相手を務めてもらうなど色々と世話をしてもらい、試合の時は正道会館の若手をセコンドとして借りていた。

### ボクシング時代
- ボクシングデビューの1か月前まで日本の『一撃』でキックの試合をしており、その際、「またK-1に出たい。呼んでくれれば一撃にも出たい」と訴えた。ボクシングに転向してしばらくの間も、インタビューで「機会があればまたタイ式ボクシングのサーキットで世界を回りたい」と語っており、稼ぎ口であれば競技は問わない姿勢だった。
- ボクシングに転向した当初は、売り込みのためキックボクシング時代の功績を語ることも多かった。「東京ドームで6万人の観客を前に試合をした」と語ったこともあるが正確にはスケルトンが東京ドームで試合をしたのはPRIDE.17の時である。
- インターネットの普及により、対戦相手はスケルトンが日本で活動していた頃の試合を簡単に見ることができるため、しばしば試合前の舌戦で使われた。ジュリアス・フランシスには「スケルトンはK-1の試合に慣れていてスタミナがない」と挑発され、ダニー・ウィリアムズとの最初の試合の時は「フランシスコ・フィリォみたいにアッパーでKOしてやる」と挑発された。
- 様々な理由でビッグチャンスを逃すことが多い。シドニーオリンピック金メダリストのオードリー・ハリソンとの試合はスケルトンの怪我で1週間前に中止となり、そのハリソンをKOしたマイケル・スプロットとの再戦は、今度はスプロットの怪我により1週間前に延期となった。英国No.1対決となるはずだったダニー・ウィリアムズとの初戦に至っては、ウィリアムズの急病により当日朝に対戦相手が変更になった。元世界王者のイベンダー・ホリフィールド、現役世界王者のオレグ・マスカエフからのオファーは、それぞれ「歳をとったホリフィールドの姿を見たくない」、「興行収益が望めない」という理由でプロモーターが断ってしまった。
- 2008年に40歳11ヶ月で世界タイトルに挑戦した試合は当時のヘビー級における初挑戦の最年長記録だった。
- 年齢や右拳の怪我の慢性化もあって2009年秋頃にトレーナーから引退を勧められていた。2010年12月にはスピード違反で捕まった際に偽名を使用した罪を問われ5ヶ月間収監され試合ができなかったが、「体が動く間は年齢を引退の理由にしたくない」と現役を続けた。

### 現役引退後
- 引退後は母国イギリスのベッドフォードにて「マットスケルトンボクシングジム」というボクシングジムを営んでいる[1]。